# Congresso di Visegrád
Il Congresso di Visegrád fu un vertice tenutosi nel 1335 a Visegrád (Ungheria) in cui i re Giovanni I di Boemia, Carlo I d'Ungheria e Casimiro III di Polonia formarono un'alleanza anti-asburgica. I tre sovrani decisero di creare nuove rotte commerciali per aggirare Vienna, in modo da far sì che i mercanti offrissero le loro merci prima che potessero provare altrove, e per ottenere un più facile accesso ad altri mercati europei.
Il vertice fu innescato dall'improvvisa espansione della potenza asburgica nella regione, che aveva conquistato Carinzia e Carniola dopo la morte del duca Enrico di Carinzia e Tirolo, che aveva invano rivendicato le corone boeme e polacche.
Riconosceva anche la sovranità ceca sul Ducato di Slesia, che i re cechi avevano controllato de jure con la Corona di Polonia. Giovanni I cedette la corona polacca a Casimiro III in cambio di 1.200.000 groschen di Praga. 
Un secondo incontro ebbe luogo nel 1339 e scelse il nuovo re di Polonia.
Il Gruppo di Visegrád ha scelto il proprio nome in riferimento a questo congresso.